# Academia de Pintura (Chile)

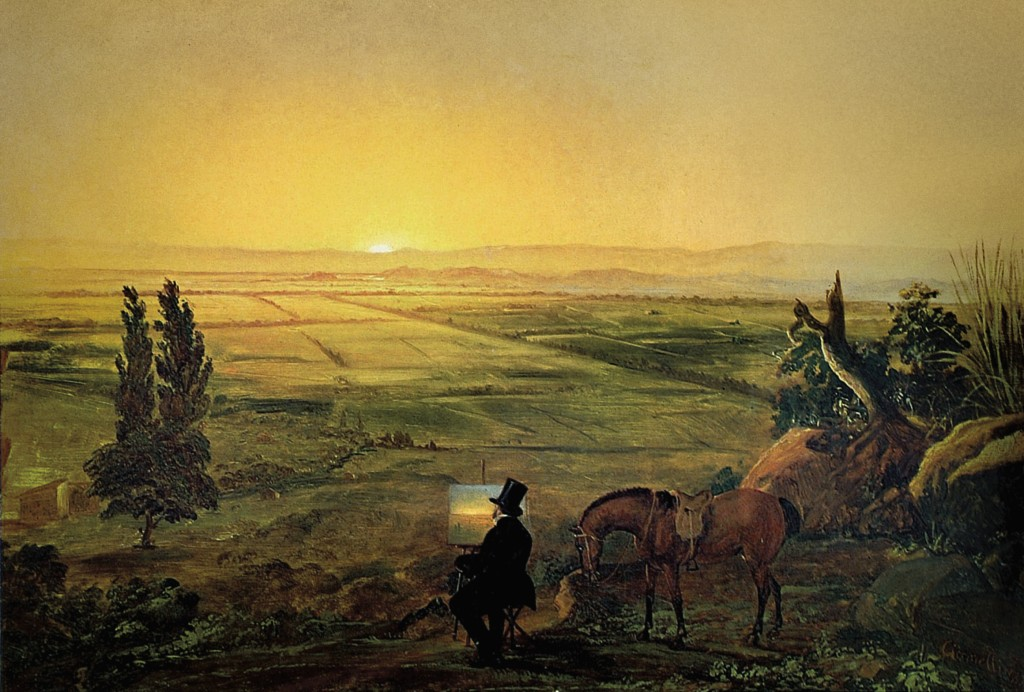
Vista de Santiago desde Peñalolén, obra de Alejandro Cicarelli, primer director de la Academia.

La Academia de Pintura fue el primer instituto chileno en impartir la enseñanza profesional del arte en Chile. Creada en Santiago el 17 de marzo de 1849 e impulsada por el gobierno de Manuel Bulnes para el fomento de las Bellas Artes, se ubicó en un principio en el edificio perteneciente a la Universidad de San Felipe, actual Teatro Municipal de Santiago. En 1891 se trasladó de lugar y cambió su nombre original por el de Escuela de Bellas Artes; desapareció, en esencia, en 1910 tras unir sus dependencias con el Museo de Bellas Artes, pasando a depender su dirección de la Universidad de Chile en 1932.
La Academia dio al país sus primeros artistas nacionales y fue el inicio para destacados pintores chilenos, entre los que se cuentan los cuatro grandes maestros de la pintura chilena, los seguidores de Pedro Lira y Antonio Smith, y la generación del 13. Sus primeros directores fueron el napolitano Alejandro Cicarelli, el alemán Ernesto Kirchbach, el florentino Juan Mochi, Cosme San Martín (el primer chileno en asumir la dirección) y el escultor Virginio Arias.
Muchos de sus alumnos eran de regiones alejadas de la capital, como Valenzuela Puelma y Alfredo Helsby (Valparaíso) y Valenzuela Llanos (San Fernando).

## Historia

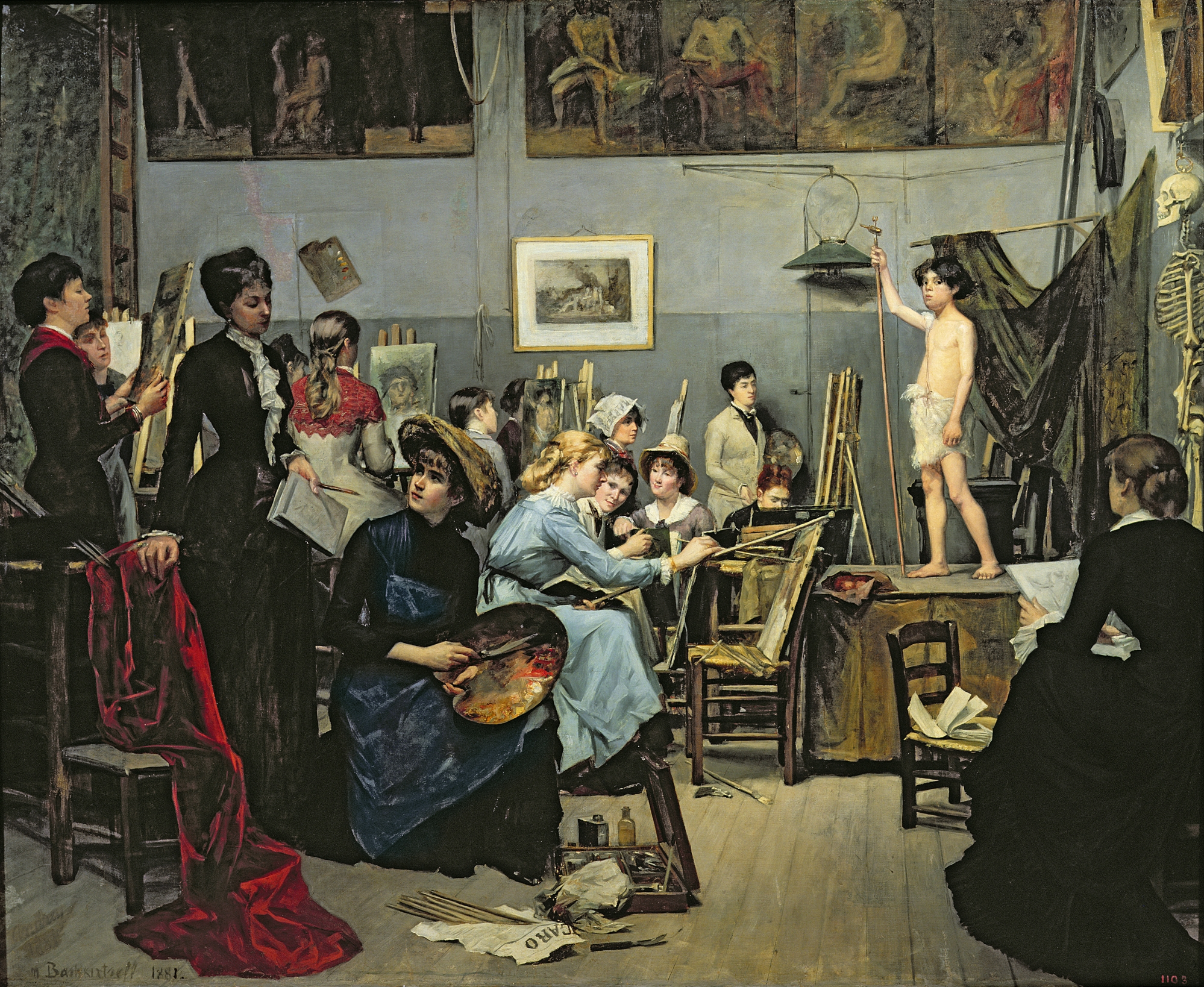
Académie Julian, importante centro de estudios artísticos de la ciudad de París. La academia fue el lugar escogido por gran cantidad de pintores chilenos para perfeccionarse.

La creación de la Academia de Pintura formó parte del plan educativo que intensificó el gobierno de Manuel Bulnes para preparar a la juventud en todos los campos de la actividad intelectual, el que se materializó en la creación de escuelas primarias y de preceptores, de liceos y de la Universidad de Chile. También se evidenció en la promoción de las artes de todo tipo con la creación de la Escuela de Artes y Oficios (1849), el Conservatorio de Música (1850), las clases de Arquitectura (1849) a cargo del francés François Brunet de Baines, y las clases de Ornamentación y Escultura (1854) en la Chile bajo la dirección del compatriota de este, Auguste François.
Terminado el conflicto con la confederación Perú-Boliviana, el 4 de enero de 1849 se firma la aprobación para la creación de la Academia de Pintura, instituto alentado por escritores y filólogos como José Victorino Lastarria, Hermógenes Irisarri y Jacinto Chacón. La fundación oficial ocurre el 17 de marzo del mismo año bajo la dirección del pintor napolitano Alejandro Cicarelli, en las instalaciones del Instituto Nacional.
Según Memoria Chilena:

"La academia se trasladará en 1891 a nuevas instalaciones en la calle Maturana situada entre Rosas y San Pablo con el nuevo nombre de “Escuela de Bellas Artes”, para luego ser retransferida en 1910 a nuevas instalaciones en el parque forestal contiguo al nuevo Museo de Bellas Artes."

En la obra fundamental La pintura en Chile. Desde la colonia hasta 1981, Gaspar Galaz y Milan Ivelic afirman:

"La fundación de la Academia de Pintura fue un hecho de la mayor trascendencia, que marca un hito en la historia de la pintura chilena. Su creación permitió que la actividad artística sea sistemática e ininterrumpida, provocando una complejidad mayor en el estudio y en el conocimiento de la pintura nacional."

Este es el primer periodo donde se busca alcanzar una unidad de estilo en Chile mediante los gustos neoclásicos del maestro Cicarelli. En Europa las academias eran fuente de uniformidad, estableciendo parámetros estrictos que permitían asegurar que "el verdadero arte" mantuviera su rumbo, y esta misma idea se intentó traspasar al nuevo ambiente chileno utilizando la como base la metodología francesa.
En un inicio, el curso que impartía la academia estaba conformado por tres secciones: estudio de cabezas y extremidades, figura entera, luego el segundo curso era de escultura y el tercero era de modelo vivo, ropaje del natural y anatomía. Más tarde y con el pasar de los años se ampliarían los cursos y profesores para el creciente número de alumnos de la institución tras su fusión con las instalaciones del Instituto Nacional.

## Críticas a la Academia
A pesar de la importancia que tuvo la Academia, la crítica de arte en general marca este periodo como uno de los menos brillantes de la historia nacional. En Europa, el estilo de pintura en caballete llevaba siglos de perfeccionamiento, sus maestros eran abundantes además de mantener grandes colecciones de arte y haber mecenas por todo el continente, Chile, en cambio, era un país recién iniciado dentro del mundo artístico y casi no poseía pintura autóctona ni identidad nacional establecida. La pretensión de llevar todos los elementos del Viejo Continente solamente tomando sus técnicas resultó un fracaso en términos de alumnado, en especial para el que fuera su primer director por más de 20 años, Alejandro Cicarelli.
Cicarelli, en palabras del español Antonio Romera, era:

“Un mágister dogmático e inflexible en la defensa de su ideal estético. Carecía de la ductibilidad y eclecticismo necesarios para permitir los alumnos siguieran el camino señalado por la propia sensibilidad, por la vocación, por entrañables estímulos interiores...”

El mismo autor aclara que Cicarrelli fue incapaz de educar discípulos que siguieran sus enseñanzas tal como él quería sino que al contrario, sus alumnos más aventajados se desentendieron de él y comienzan a emigrar a otros estilos y talleres por su cuenta, como, por ejemplo, Pedro Lira y Antonio Smith.
Lira coincide en que el fracaso del italiano tiene razones fundadas. A mediados de siglo del XIX los aristócratas chilenos no poseían ningún conocimiento artístico notable si no era por medio de los “precursores de la pintura chilena”. Esto impedía avances significativos en la enseñanza y complicó de sobremanera al neoclásico italiano. Su estricto rigor le valió las críticas de varios de sus alumnos pero a la vez cimiento un nuevo gusto por la pintura neoclásica en Chile.

## Directores
- Alejandro Cicarelli (1849-1869)
- Ernesto Kirchbach (1869-1875)
- Giovanni Mochi (1876-1881)
- Cosme San Martín (1881-1893)
- Pedro Lira (1893-1900)
- Virginio Arias (1900-1911)
- Fernando Álvarez de Sotomayor (1911-1915)

## Alumnado de Cicarrelli (1849-1869)

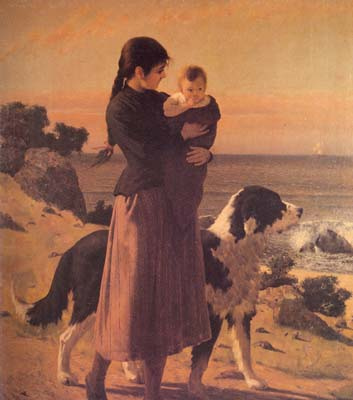
Escena de playa, obra de Pedro Lira.

El estilo extracontemporáneo que desarrolló el maestro, el neoclásico, se manifiesta en pinturas de temáticas nunca antes tocadas en Chile como fueron la pintura mitológica, y la de historia antigua relacionada con las culturas clásicas.
Entre sus alumnos existió una resistencia de las enseñanzas de su maestro en especial entre los más destacados como Lira y Smith. Independiente de su aprendizaje en la Academia, se cuentan a continuación algunos de los alumnos más destacados que pasaron por el taller de Cicarelli:
- Pedro Lira: Es considerado como el líder natural de la Academia, según el libro Pintura chilena 200 años, de Ricardo Bindis. Es el primero y más reconocido de los cuatro grandes maestros de la pintura chilena. Historiadores como Romera lo consideran parte de la Generación del medio siglo.
- Antonio Smith: Pintor romántico, creador de la escuela paisajista nacional y primer caricaturista de Chile, trabajó en el Correo Literario.
- Manuel Antonio Caro: Pintor histórico costumbrista, forma parte de los precursores de la pintura chilena, pintó cuadros como La abdicación de O'Higgins y La zamacueca.
- Pascual Ortega:  Pintor de temática costumbrista y religioso. Posee similitudes en estilo con Cicarrelli.[5]
- Onofre Jarpa: Pintor romántico, paisajista y diplomático.
- Cosme San Martín: Destacado pintor, futuro y primer director chileno de la Academia.[6]
- Abraham Zañartu: Pintor de género y retratos al óleo.[7]
- Miguel Campos: Alumno destacado de la Academia, se distinguió como dibujante en París.[8]

Otros alumnos del maestro fueron Luciano Lainez, Manuel Mena, José Castañeda, Nicolás Guzmán, Albina Elguín, Clarisa Donoso Bascuñán y, en 1866, aparece en los registros la primera estudiante mujer, Agustina Gutiérrez.

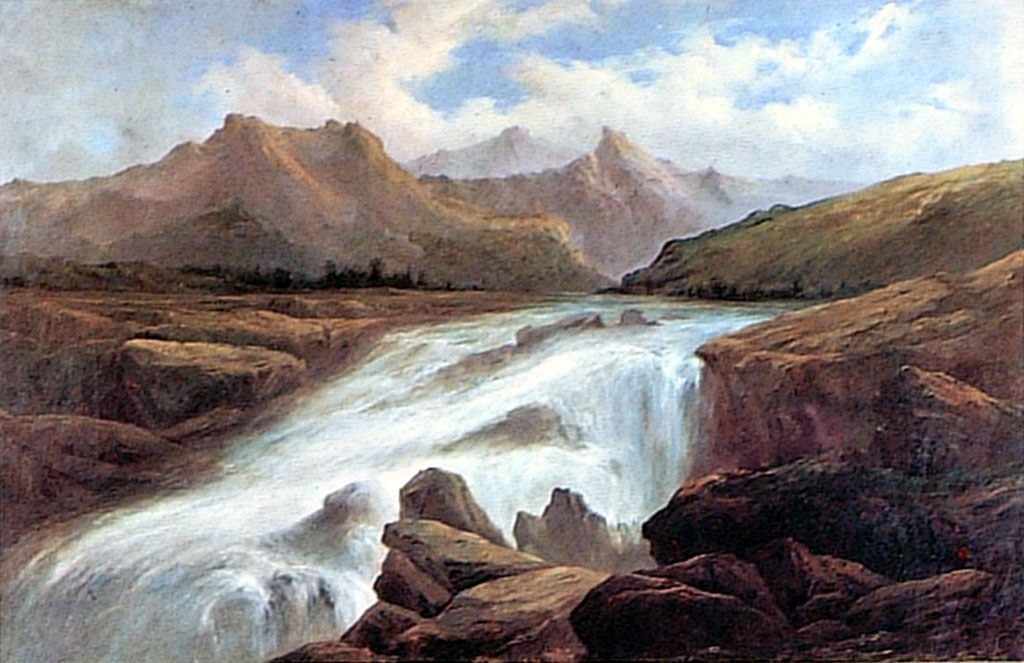
Río Cachapoal, de Antonio Smith. Desilusionado con la estricta rigidez académica de Cicarelli, Smith decidió formar un taller artístico para enseñar paisaje por su cuenta. Artistas chilenos de la talla de Valenzuela Puelma, Lira, Orrego Luco y Pedro León Carmona estudiaron simultáneamente con Cicarelli y Smith demostrando que la Academia no era la única capaz de impartir clases de arte en Chile.

Ya después de algunos años, el maestro napolitano cambió su rumbo «sea por presión de algunos de sus discípulos o por el fruto de una evolución personal», llevando también la esencia del paisaje a sus telas.
El pintor Antonio Smith fue un duro crítico de su maestro. De él escribió en el Correo Literario:
Llega a estas bellas regiones
un pintor que era un portento:
mostró placas, distinciones
y medallas por cajones...
pero no mostró, talento.
Es importante recordar que la rebeldía artística chilena se materializó durante el periodo de este director aunque sólo vería sus frutos varias décadas después.
En 1859 la Academia adquirió, mediante decreto supremo, el carácter de establecimiento de instrucción superior y pasó a formar la "Sección Universitaria de Bellas Artes", fusionándose con las clases de arquitectura y de escultura que hasta entonces se impartían por separado. Este decreto también termina fusionando la academia con las dependencias del Instituto Nacional, lo sería de no menor importancia ya que varios de alumnos pertenecieron simultáneamente ambos planteles.
En el mismo año, bajo gobierno de Manuel Montt, un nuevo decreto reorganizó la división de Escultura separándola en estatuaria y monumental.
Finalmente el italiano, tras 20 años a cargo de la Academia, abandona su puesto en 1869 en favor del alemán Ernesto Kirchbach.

## Alumnado de Ernesto Kirchbach (1869-1875)

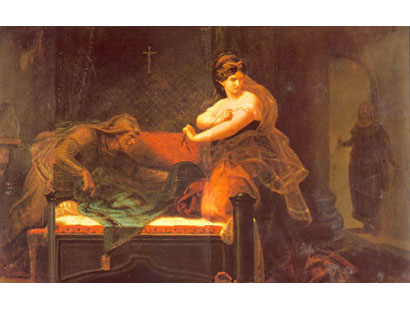
Escena dramática, de Kirchbach. Actualmente en el Casa del Arte.

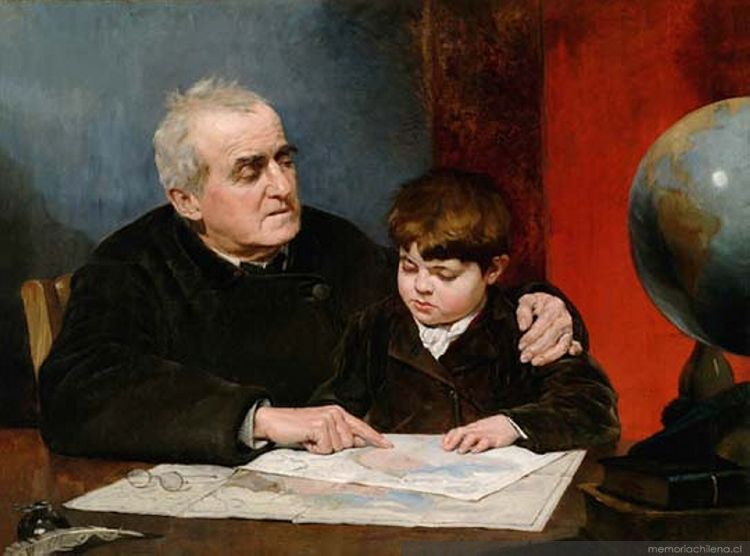
La lección de geografía, de Alfredo Valenzuela Puelma.

El pintor alemán Ernesto Segismundo Kirchbach nació en Dresde, Alemania en 1832 y falleció en el mismo país en 1880. Comenzó a trabajar en Chile a la edad de 37 años imponiendo rigidez académica y también un renovado estilo para sus alumnos, el romanticismo.
Según Ivelic y Galaz:

El nuevo director se movió en un  ámbito restringido, siendo la  única novedad su afición a  los temas extraídos de la historia medieval. La técnica con la cual los realiza se mantiene dentro de la tradición académica: respeto absoluto por la descripción temática.

Kirchbach, según nos cuenta el propio Lira, tenía una cierto tendencia a la locura y los estallidos de nervios, por lo que sus alumnos no gustaban tener clases con él, sin embargo, reconocían su habilidad al pintar.
Entre sus alumnos destacados estuvieron varios que también acompañaron en su tiempo a Cicarelli:
- Pedro Lira:Reconocido pintor, también fue alumno de Cicarrelli.
- Cosme San Martín: Pintor y futuro director de la Academia, también fue alumno de Cicarelli.
- Alberto Orrego Luco: Paisajista chileno, el autor Ricardo Bindis lo califica entre "...los máximos pintores chilenos del siglo XIX"[11]
- Alfredo Valenzuela Puelma: Miembro de los cuatro grandes maestros de la pintura chilena. Trajo a Chile la tendencia de pintar desnudos.
- Onofre Jarpa: Pintor paisajista romántico, también fue alumno de Cicarrelli.
- Pedro León Carmona: Según Kirchbach, uno de sus mejores alumnos. Fue fundador de la Academia de Pintura del Círculo Católico y de la Academia de Pintura de la Pontificia Universidad Católica de Chile.[12]

## Alumnado de Juan Mochi (1876-1883)

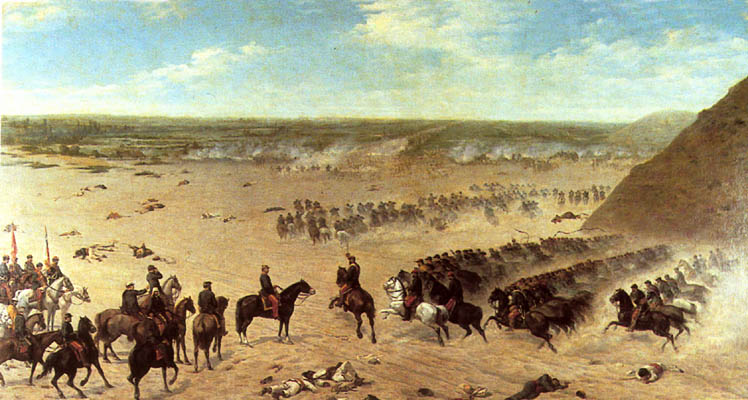
Carga de la caballería chilena, óleo de Juan Mochi

El tercer director de la Academia fue el florentino Giovanni Mochi Pinx, conocido en Chile como Juan Mochi. Fue el primero en dejar discípulos directos, gracias a su tendencia renovadora que se preocupaba por guiar y estimular las habilidades naturales de sus alumnos dejando de lado el rigor académico de los pasados años.
El pintor también fue el primer director en generar aprecio dentro de sus estudiantes y producir resultados relevantes en términos de desarrollo personal de los mismos, muchos de ellos fueron capaces de alcanzar sus propios estilos. Debido a que su estadía coincide con la guerra del Pacífico muchos de sus cuadros tienen relación con el conflicto.
La tendencia renovadora del pintor también se puede notar en su propia obra. Aunque en un principio perteneció al movimiento romántico, se adaptó a Chile con un aire más próximo al realismo, tanto así que su labor costumbrista es comparada por Ivelic y Galaz con la de Manuel Antonio Caro, Mauricio Rugendas y Ernesto Charton de Treville. El director estimuló a sus alumnos a una pintura más libre y alejada de cánones clásicos y fue el que mejor asimiló la pintura criolla con la europea.
Pasaron por su taller importantes figuras de las bellas artes nacionales, entre ellos, tres de los cuatro tradicionales grandes maestros de pintura chilena:
- Alfredo Valenzuela Puelma: Pintor académico, popular por sus retratos y óleos apegados a la estricta forma natural del individuo.Gran maestro de la pintura chilena, estudió también con Kirchbach.
- Alberto Valenzuela Llanos: Pintor paisajista y gran maestro de la pintura nacional que, según algunos autores, es el artista chileno más premiado en el extranjero. Entre sus condecoraciones destacan la Cruz de Caballero de la Legión de Honor francesa.
- Juan Francisco González: Pintor que algunos historiadores clasifican como impresionista. Su obra y su labor en la docencia impulsó movimientos como la generación del trece y el Grupo Montparnasse.

También educó a Ernesto Molina, Nicanor González Méndez, Abraham Zañartu, las hermanas Aurora Mira y Magdalena Mira y a Celia Castro, la primera pintora profesional de Chile.
Después de dejar su puesto de director, trabajó hasta 1891 como profesor de pintura y es considerado por gran parte de los historiadores como uno de los mejores que tuvo la Academia. Su periodo finaliza al tiempo que la institución comienza su proceso de decadencia.
Otro elemento de importancia durante su periodo fueron la abundancia de artistas chilenos ya consagrados trabajando por su cuenta. Pedro Lira y su séquito de seguidores, Antonio Smith y sus tendencias paisajistas, Orrego Luco, Juan Francisco González, Thomas Somerscales y su estudiante Casanova Zenteno demostraban ya que la docencia de la pintura no se limitaba a la academia sino que ellos mismos eran capaces de crear sus propios estilos y grupos. Su ideal finalmente se materializa al alero del maestro español Fernando Álvarez de Sotomayor quien le da el empuje final al que sería el inicio del arte puramente chileno, la generación del 13.

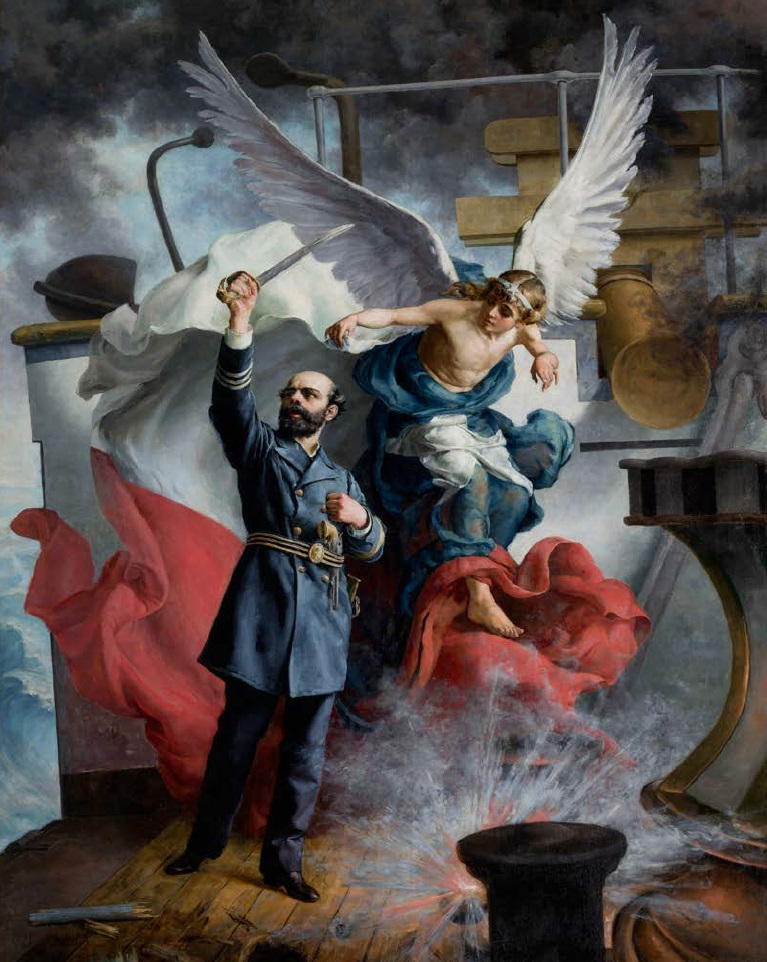
Prat guiado al sacrificio guiado por el genio de la Patria, de Cosme San Martín.

Las datos bibliográficos sobre los eventos que sucedieron la dirección de Mochi no son muy claros y varían en fechas esenciales, pero se sabe que Cosme San Martín fue director interino, el primer chileno de la Academia, aunque como profesor de arte ya se había desempeñado con anterioridad iniciando a pintores de la talla de Enrique Lynch, Pablo Burchard, Marcial Plaza Ferrand y Arturo Gordon.
En 1891 la Academia pasó a llamarse Escuela de Bellas Artes y se trasladó a la calle Matucana.

## Virgino Arias (1900-1911)
Arias fue nombrado director de la Escuela de Bellas Artes tras una década de inoperancia y falta de alumnos que terminó desprestigiando la institución. El prestigioso escultor chileno tuvo la capacidad de contratar buenos profesores y el mismo se puso en práctica para completar los estudios de sus pupilos. Una de sus mejores adiciones a su plantel educacional fue el español Fernando Álvarez de Sotomayor, quien brindó a Chile el gusto por la pintura de corte goyesco.
Otro dato importante es que, a partir de 1908, la Escuela pasó a depender de la Universidad de Chile. En 1910, sufrió uno de sus últimos cambios al trasladar sus instalaciones al recién fundado Museo Nacional de Bellas Artes.

## Álvarez de Sotomayor (1911-1915)
Fernando Álvarez de Sotomayor tomó mando de la Escuela de Bellas Artes en 1911 tras la salida de Virginio Arias. Había llegado a Chile algunos años antes contratado por el Gobierno como profesor de colorido.
El español se preocupó de traer la herencia ibérica influyendo de manera directa en sus discípulos, como se puede ver en los miembros de la generación del 13. Tras la conformación oficial del grupo, Sotomayor pasa a segundo plano y regresa, terminado su contrato, a España, donde llegará a ser director del Museo del Prado y de la Academia de San Fernando.
Para el crítico de arte Luis Álvarez Urquieta:

La pasada de Álvarez de Sotomayor por nuestra escuela, no pudo haber sido más fructífera; reformó su reglamento, casi duplicó el número de matriculados y formó numerosos discípulos que fueron una esperanza para el porvenir de nuestro arte.

## Legado
A través del proceso histórico, la pintura chilena perdió todo lo que a priori podría haberla caracterizado: ya no era una muestra del arte nativo como en la época prehispánica, ni un método de enseñanza y unión para las clases como ocurrió en la época colonial, ni una suma de estilos dispersos como lo fue durante el tiempo de los precursores.
Ahora la Academia, por consiguiente la pintura y la escultura, era en exclusivo para la clase más acomodada del país, con cuadros que sólo se podían entender una vez vistos los maestros del Viejo Continente. Chile perdió todo ápice de originalidad nacional limitándose a copiar a los antiguos maestros europeos.
Si bien los primeros años la Academia representó un retroceso en muchos aspectos, también sindica por primera vez el interés del país por alcanzar un nivel de mejor calidad en las artes en general y representa el punto de inicio de varios pintores independientes que, aburridos por el dogamatismo de la institución, se lanzan a la búsqueda de nuevos horizontes y técnicas.
La Academia-Escuela de Bellas Artes deja un legado de alumnos que despiertan el interés intelectual sobre la pintura chilena. Grupos como la generación del trece y los grandes maestros de la pintura chilena estudiaron en su mayoría en esa institución. La mayoría de los cuadros provenientes de la misma se encuentran actualmente en manos de coleccionistas privados, sin embargo, abundan museos y recintos públicos chilenos donde se pueden encontrar óleos y esculturas de esta primera Escuela de Bellas Artes.

## Instituciones con los artistas de la Academia
- Museo Nacional de Bellas Artes de Chile, Santiago de Chile
- Casa del Arte, Concepción
- Museo Histórico O'Higginiano, Talca
- Museo Municipal de Bellas Artes de Valparaíso
- Congreso Nacional (Chile), Valparaíso
- El Taller Ilustrado